# ریموند اسمولیان
ریموند مریل اسمولیان (به انگلیسی: Raymond Merrill Smullyan) (متولد ۲۵ می ۱۹۱۹–۶ فوریه ۲۰۱۷) ریاضی‌دان، نوازنده پیانو، منطقدان، فیلسوف تائوئیست آمریکایی بود.
در فار راکوی نیویورک به دنیا آمد، و اولین حرفه‌اش اجرای تردست در صحنه بود. او سپس مدرک کارشناسی خود را از دانشگاه شیکاگو در سال ۱۹۵۵ و مدرک پی‌اچ‌دی خود را از دانشگاه پرینستون در سال ۱۹۵۹ اخذ کرد.
اسمولیان نویسنده کتاب‌های بسیاری در زمینهٔ سرگرمی‌های ریاضی و منطق است. از جمله آثار برجسته او که توسط انتشارات فاطمی به فارسی منتشر شده، معماهایی در منطق ریاضی، ترجمهٔ محمد شریف‌زاده (۱۳۶۶) و معماهای شهرزاد، ترجمهٔ هوشنگ شرقی (۱۳۹۴) است.

## گزیده تالیفات

### معماهای منطقی
- (۱۹۷۸) اسم این کتاب چیست؟
- (۱۹۷۹) رازهای شطرنج شرلوک هولمز
- (۱۹۸۱) رازهای شطرنج شوالیه‌های عرب
- (۱۹۸۲) بانو یا ببر؟
- (۱۹۸۲) آلیس در سرزمین معما
- (۱۹۸۵) تقلید از مرغ مقلد
- (۱۹۸۷) نامعلوم تا ابد
- (۱۹۹۲) شیطان، کانتور، و بی‌نهایت
- (۱۹۹۷) کلک شهرزاد
- (۲۰۰۷) باغ جادویی جورج بی؛ و معماهای منطقی دیگر
- (۲۰۰۹) هزارتوهای منطقی

### فلسفه
- (۱۹۷۷) تائو ساکت است
- (۱۹۸۰) این کتاب به هیچ عنوانی نیاز ندارد
- (۱۹۸۳) ۵۰۰۰ قبل از میلاد مسیح و فانتزی‌های فلسفی دیگر
- (۲۰۰۲) تعدادی خاطره جالب: زندگی پر از تضاد
- (۲۰۰۳) که می‌داند؟ مطالعه‌ای در آگاهی دینی
- (۲۰۰۹) پرسه در کتابخانه‌ام

### دانشگاهی
- (۱۹۶۱) تئوری سیستم‌های فرمال
- (۱۹۶۸) منطق مرتبه اول
- (۱۹۹۲) قضایای ناتمامیت گودل
- (۱۹۹۳) نظریه بازگشت برای فراریاضیات
- (۱۹۹۴) قطری‌سازی و ارجاع به خود
- (۱۹۹۶) نظریه مجموعه‌ها و مسئله تسلسل